# 바벨다오브섬

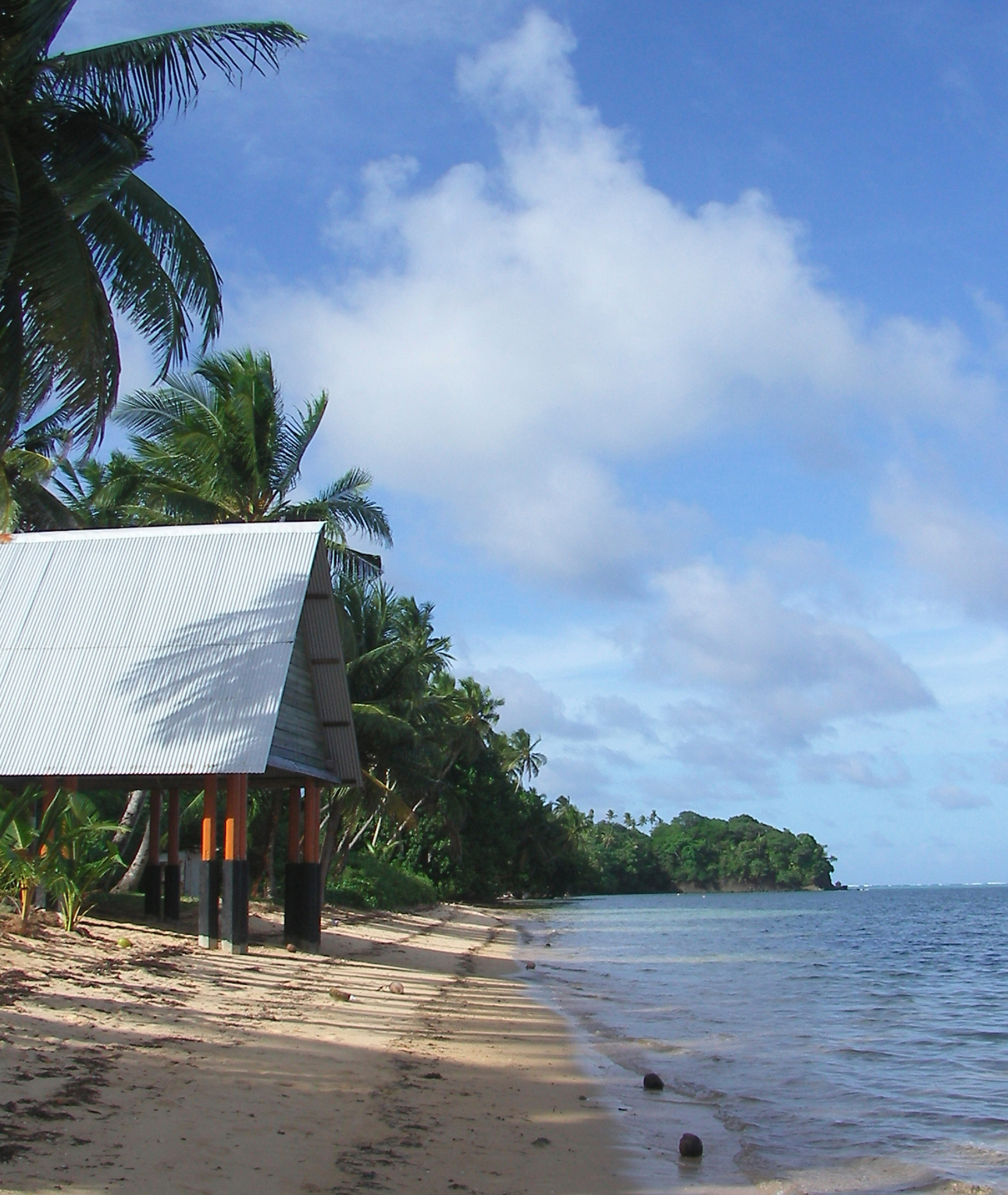
멜레케오크 인근에 위치한 해변

바벨다오브섬(Babeldaob) 또는 바벨투아프섬(Babelthuap)은 팔라우에서 가장 큰 섬으로, 면적은 331km2이며 팔라우 전체 면적의 70%를 차지한다.
괌 다음으로 미크로네시아에서 두 번째로 큰 섬이며 팔라우의 수도 멜레케오크가 이 곳에 위치한다. 팔라우의 다른 섬에 비해 산이 많으며 팔라우에서 가장 높은 산인 게르첼추스산(Ngerchelchuus, 해발 242m)이 이 섬에 위치한다.
팔라우 국제공항이 위치한 주이며 팔라우에서 두 번째로 인구가 많은 주인 아이라이주는 바벨다오브섬 최남단에 위치하며 아이라이주와 코로르주와는 코로르-바벨다오브 다리로 연결되어 있다. 컴팩트 로드라고 부르는 일주 도로가 있다.

## 바벨다오브섬의 주(州)
팔라우를 구성하는 16개 주 가운데 10개는 바벨다오브섬에 위치한다.
- 아이멜리크주(Aimeliik)
- 아이라이주(Airai)
- 멜레케오크주(Melekeok)
- 가라르드주(Ngaraard)
- 가르첼롱주(Ngarachelong)
- 가르드마우주(Ngaradmau)
- 가렘렝구이주(Ngeremlengui)
- 가트팡주(Ngatpang)
- 체사르주(Ngchesar)
- 기왈주(Ngiwal)